# Tagebau Visonta
Der Tagebau Visonta (Aussprache [viʃontɒ]), bis mindestens 1985 genannt Tagebau Thorez (Aussprache [tɔˈʀɛːz]) (benannt nach dem französischen Politiker Maurice Thorez), ist ein Braunkohletagebau der Mátrai Erőmű ZRt. in Nordungarn. Das Abbaugebiet erstreckt sich über eine Fläche von rund 25,5 km2 um die Gemeinde Detk. Mit der im Tagebau Visonta abgebauten Braunkohle wird das nahegelegene Mátrai Erőmű befeuert; rund 25 % der in Ungarn geförderten Kohle stammen aus diesem Tagebau.

## Lage und Struktur

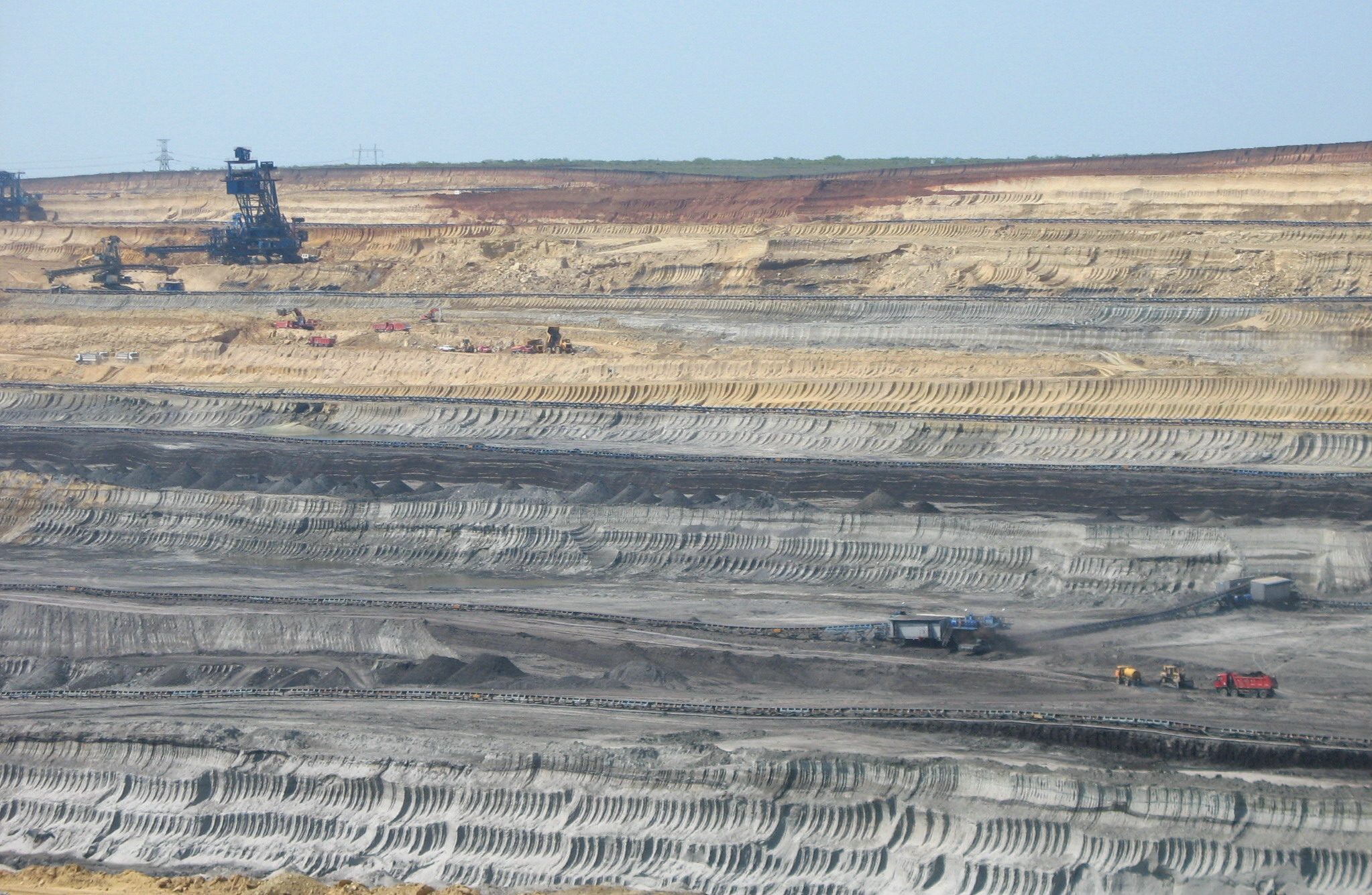
Bild 1-1
Südfeld, Mai 2007

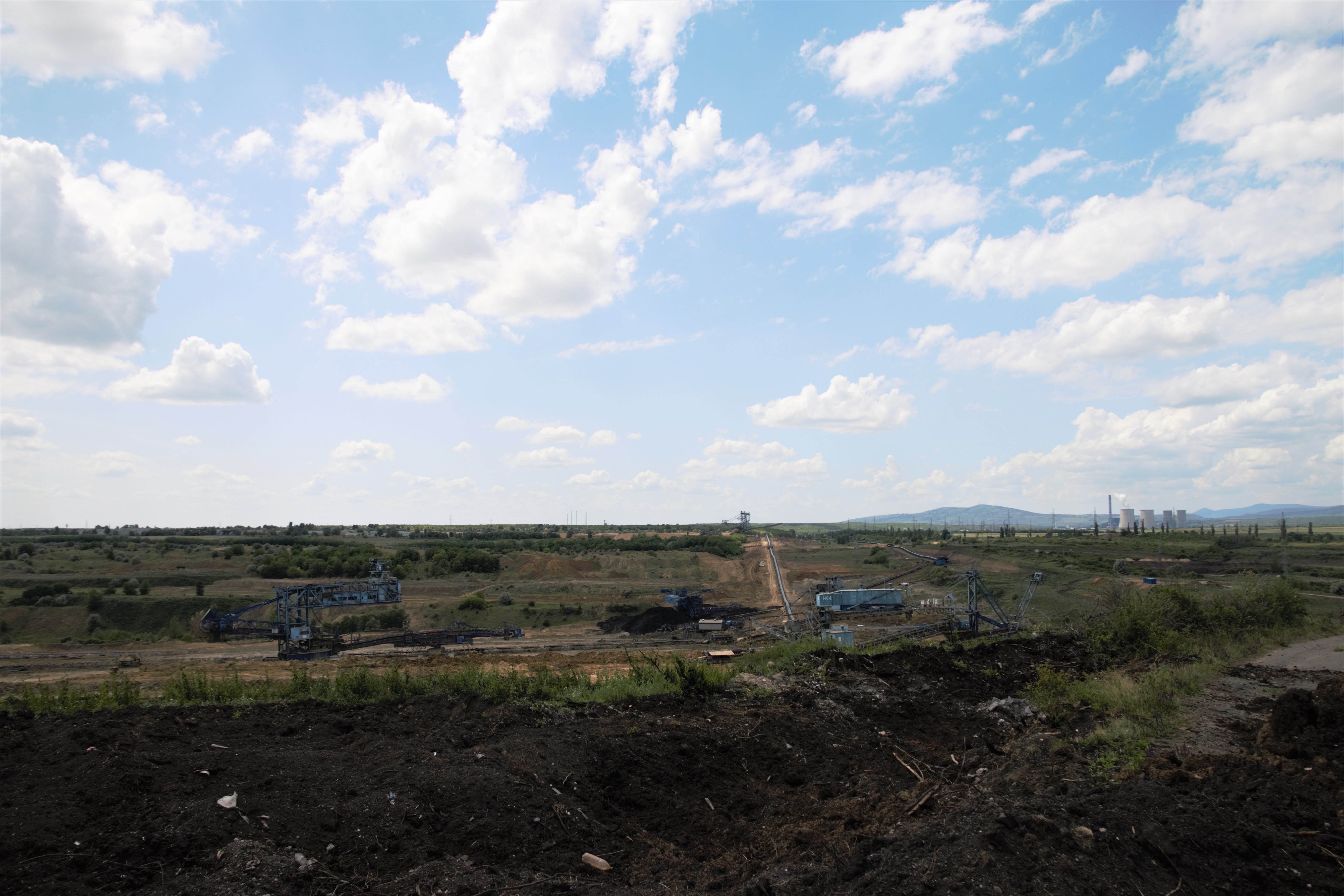
Bild 1-2
Blick vom Nordrand des Abschnittes Ostfeld II gen Westen, Mai 2018

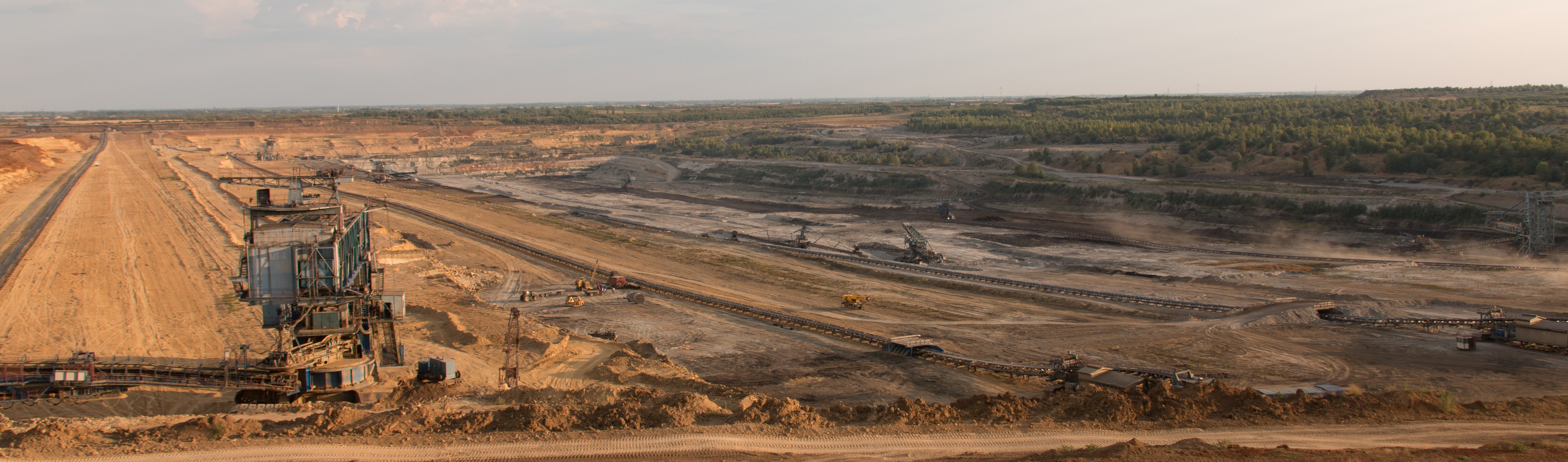
Bild 1-3
Blick auf das Ostfeld III, Blickrichtung Süden, August 2022

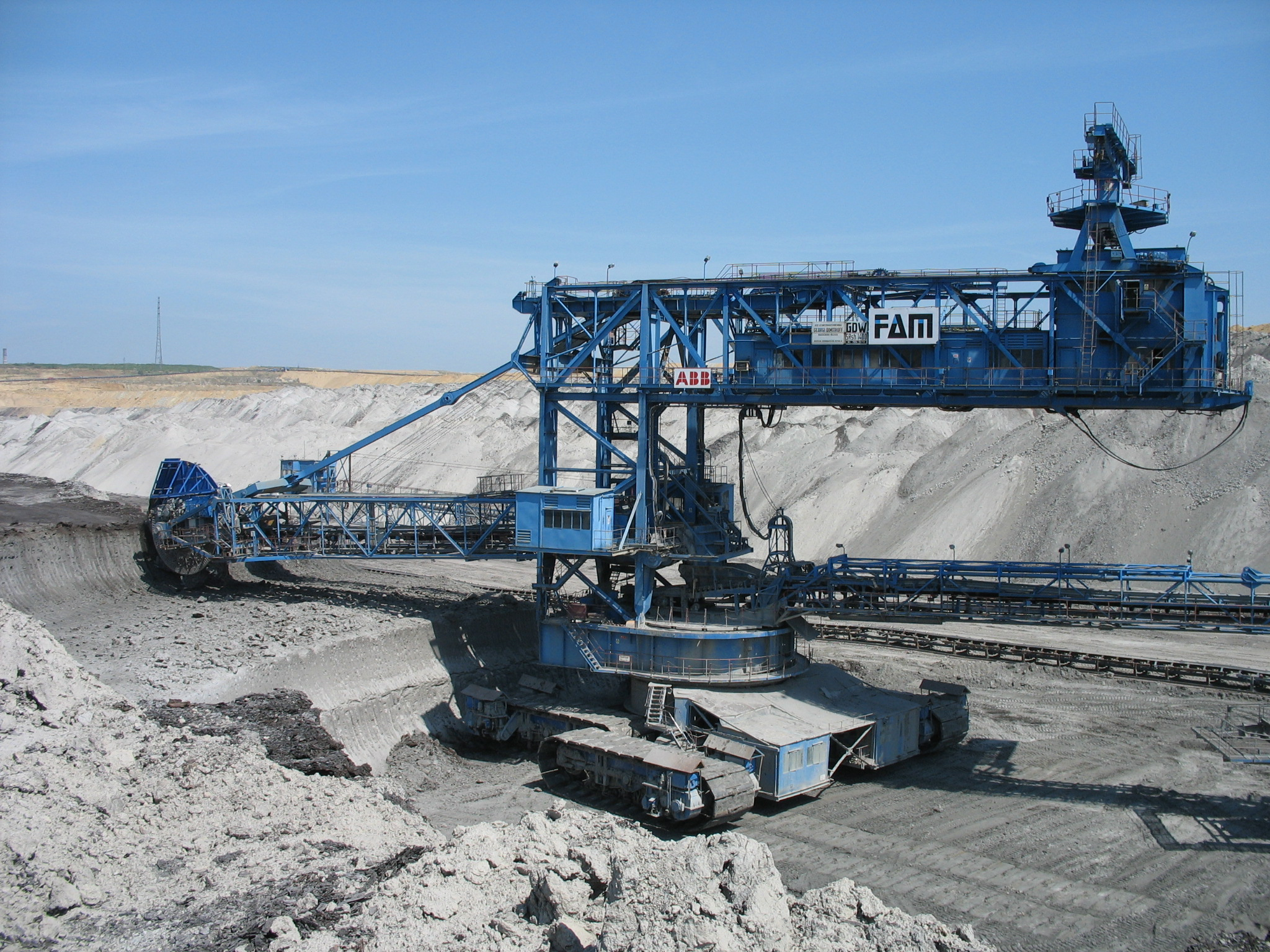
Bild 2-1
Schaufelradbagger im Südfeld, Mai 2007

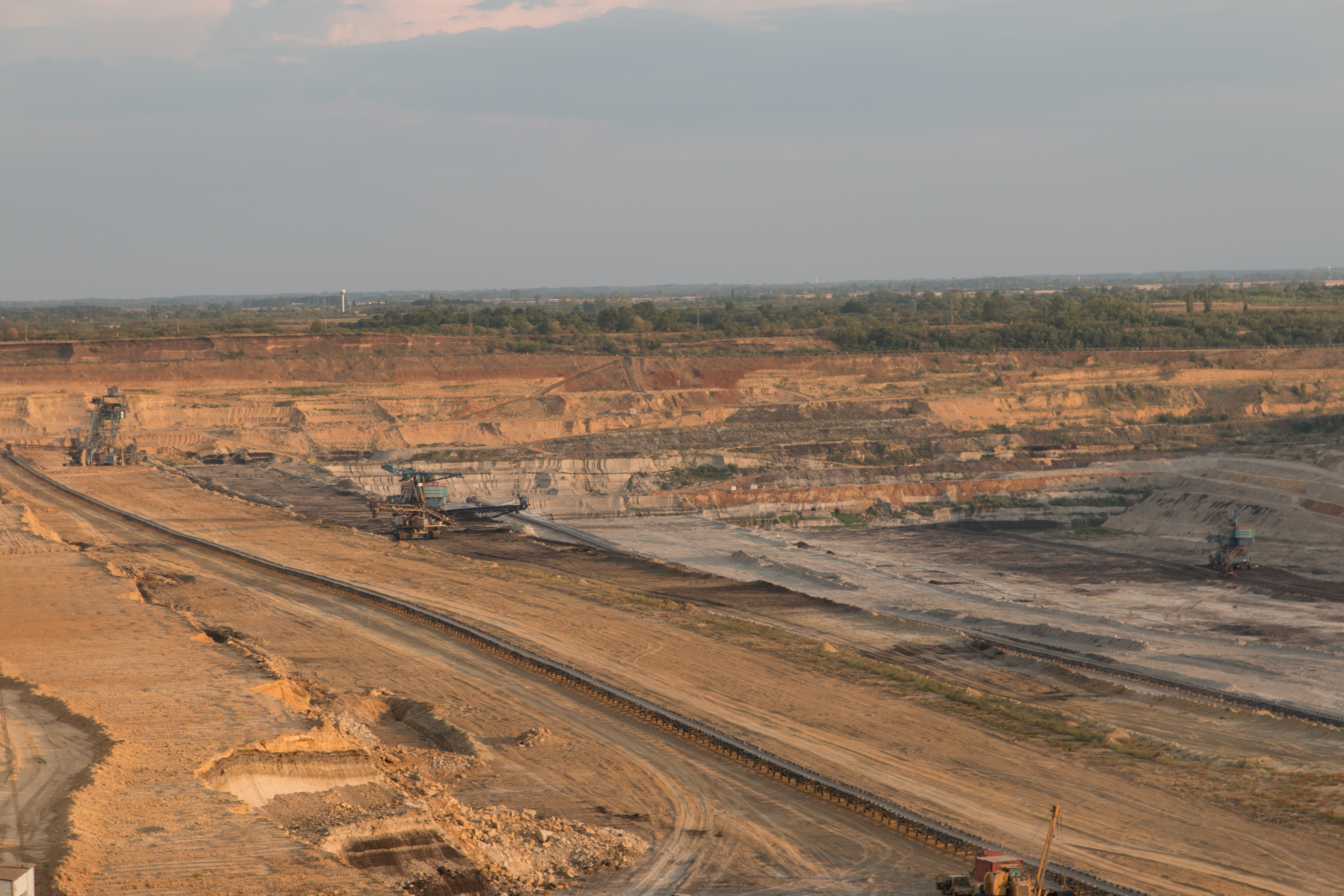
Bild 1-4
Ostfeld III, August 2022

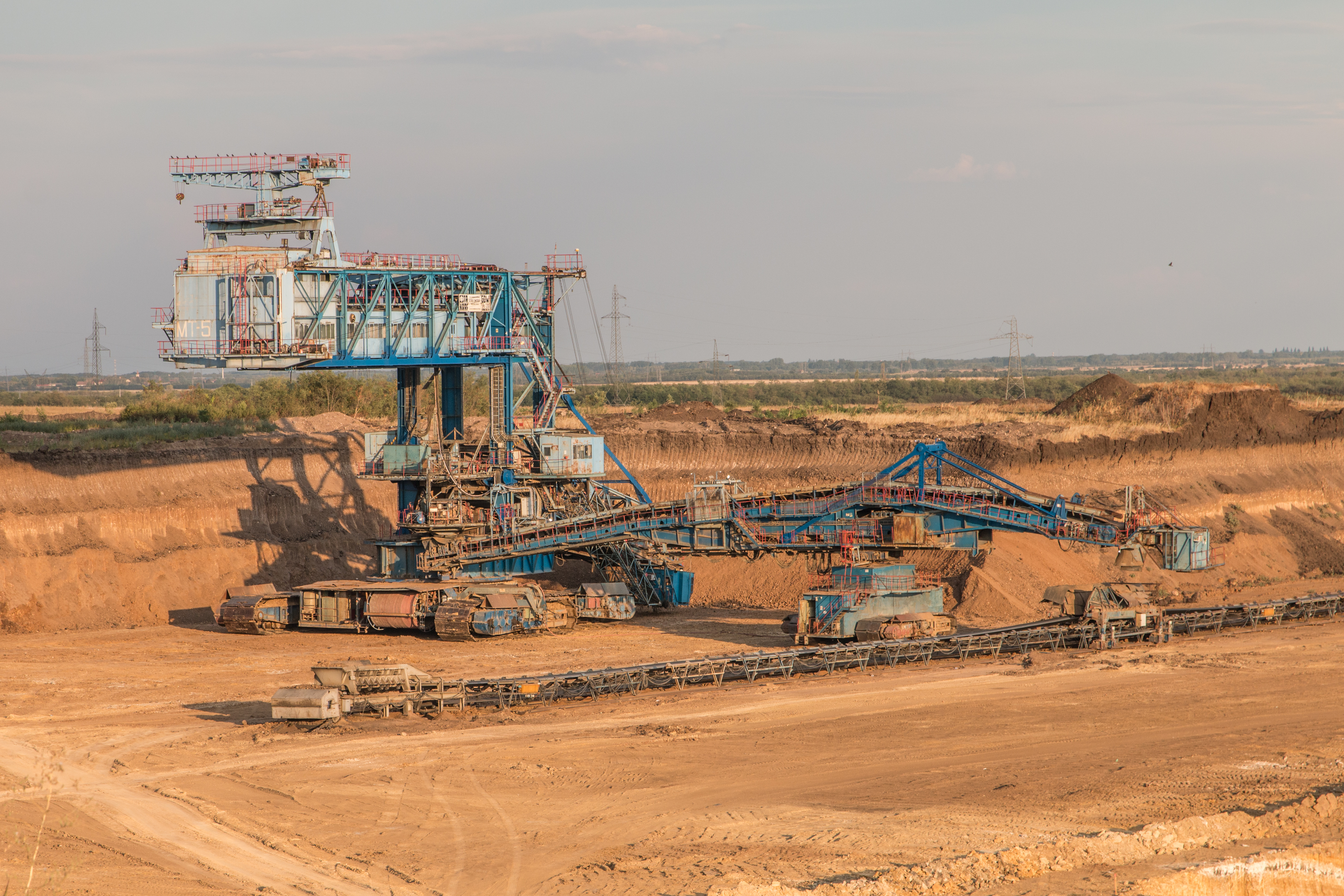
Bild 2-6
Schaufelradbagger TAKRAF SRs 1200 im Ostfeld III, August 2022

Der Tagebau Visonta liegt im Gyöngyösi járás im Komitat Heves, etwa 12 km ostsüdöstlich der Stadt Gyöngyös am Fuße des Mátra-Gebirges. Unterteilt wird der Tagebau in fünf Abschnitte, in deren Mitte die Gemeinde Detk liegt. Der Abschnitt Westfeld liegt im Nordwesten von Visonta und ist der kleinste und älteste Abschnitt des Tagebaus. Der reguläre Abbau der Braunkohle begann dort 1969. Heute ist der Abschnitt vollständig rekultiviert. Östlich daran angrenzend ist das Ostfeld I, es liegt im Norden des Abbaugebietes und grenzt nördlich unmittelbar an das Mátrai Erőmű sowie im Osten an die Gemeinde Halmajugra. Heute (August 2022) befindet sich der Abschnitt in Rekultivierung. Der östlich daran angrenzende Abschnitt Ostfeld II ist im Süden durch die Gemeinde Detk und im Osten durch den Fluss Tarnóca begrenzt. Stand Juni 2019 ist der Abschnitt teilweise rekultiviert, wird aber noch für den Abraumversturz verwendet (siehe Bild 2–5). Ostfeld I und II haben eine gemeinsame Größe von 14 km2.
Im Abschnitt Südfeld wurde bis 2021 Braunkohle abgebaut. Er hat eine Fläche von etwa 11,5 km2, und liegt südlich des Abschnittes Ostfeld I, westlich von Detk und Ludas sowie nordöstlich von Karácsond. Östlich der Abschnitte Ostfeld I und II liegt der Abschnitt Ostfeld III, in dem (Stand August 2022) Kohle abgebaut wird. Er erstreckt sich von Westen nach Osten über eine Länge von etwa 6 km bis an die Ortschaften Tófalu, Kápolna und Kompolt. Von Süden nach Norden reicht der Abschnitt über eine Länge von etwa 3 km im Westen und 4 km im Osten.

## Historie
Der Bau des Braunkohlekraftwerkes Mátra wurde 1964 begonnen, gleichzeitig wurde der Abbaubereich Westfeld erschlossen, um den ersten Großtagebau Ungarns vorzubereiten. Die Lagerstätte wurde dazu mit Kernbohrungen untersucht. Der reguläre Abbau begann 1969. Das Abbaugerät wurde aus der DDR geliefert. Im Juli 1971 kam es zu einer Havarie eines Tagebaubaggers, was vom Betreiber auf Konstruktionsmängel zurückgeführt wurde. Eine Ursache für den Unfall konnte nicht ermittelt werden. Zwischen 1979 und 1983 wurde im Ostfeld II das Grundwasser abgepumpt. 1982 ging das Ostfeld II in Betrieb. 1985 war das Westfeld ausgekohlt, das Ostfeld I zu etwa zwei Dritteln. Geplant war, dass der Tagebau Visonta bis zum Jahr 2000 eine Jahresfördermenge von 8.000.000 t erreichen würde, tatsächlich betrug die Jahresfördermenge 1999 nur 3.900.000 t. Ostfeld I und II waren 2005 vollständig ausgekohlt. Bis 2021 wurde Kohle fortan nur im Südfeld abgebaut. Im Dezember 2018 galt das Ostfeld III als zu 70 % erschlossen, seit 2021 wird dort Kohle abgebaut. Ab Ende 2020 wurde auf der Abraumhalde des Südfeldes eine Photovoltaikanlage mit einer Peakleistung von 20 MW errichtet.

## Betreiber
Der Tagebau Visonta wird von Mátrai Erőmű Zrt. betrieben. Diese geschlossene Aktiengesellschaft gehörte von Ende 2017 bis 2020 zum Großteil einem Konsortium aus der EP Holding und dem Investor Mészáros Lőrinc. Seit 2020 gehört das Unternehmen zur staatlichen MVM-Gruppe.

## Geologie der Lagerstätte
Geologisch befindet sich der Tagebau im westlichen Teil des östlichen ungarischen Braunkohlereviers, der Bükkalja bzw. Mátraalja, einem Teil der pannonischen Tiefebene. Sie ist vermutlich im Pliozän beziehungsweise womöglich teilweise im Miozän auf einer von einem Flussdelta durchzogenen Tiefebene entstanden. Die Gesteinsschichten bestehen aus grauem bis graublauem Tongestein mit Sandsteineinschiebungen, die mit linsenförmigen Kohleflözen durchzogen sind, deren Gesamtmächtigkeit zwischen 5 und 14 m (andere Quellen sprechen auch von bis zu 15 m) beträgt.
Im Tagebau Visonta gibt es sechs Flöze, angefangen vom untersten Flöz III, bis obersten Flöz -II. Aus wirtschaftlichen Gründen werden derzeit (Juni 2019) nur die Flöze 0, I und II abgebaut. Im Jahr 2006 waren im gesamten Abbaugebiet noch etwa 308.000.000 t Braunkohle vorhanden, von denen etwa 152.000.000 t als wirtschaftlich abbaubar galten. Es ist angegeben, dass der Vorrat statistisch mehr als 100 Jahre ausreichen sollte (Stand 2008). Neuere Untersuchungen aus dem Jahr 2011 unter Mitberücksichtigung des Ostfeldes III beziffern den Gesamtvorrat an Braunkohle auf knapp 400.000.000 t.

### Geologie des Südfeldes
Oberhalb der obersten Flözschichten liegt eine etwa 20 bis 30 m starke Sandschicht, unter der eine etwa 5 bis 15 m, teilweise bis zu 30 m starke Tonschicht liegt. Die Schichten, die die Flöze -II und -I enthalten, sind etwa 15 bis 25 m stark. Die Flöze -II und -I haben eine durchschnittliche Mächtigkeit von weniger als 1 m und sind nur in Spuren verbreitet. Darunter liegt eine rund 15 bis 25 m starke Sandschicht, die teilweise durch Ausfällung von Calciumcarbonat aus dem aus den darüberliegenden Schichten stammenden Sickerwasser zu Sandstein verfestigte Schichten enthält. Der Sandstein tritt unregelmäßig auf und ist meist zwischen 0,2 und 0,3 m stark. Etwa ein Fünftel der Sandsteinschichten hat eine Mächtigkeit von 0,3 bis 0,5 m, an einigen Stellen beträgt die Mächtigkeit auch 0,5 bis 1,6 m. Das unter den sandsteinführenden Schichten liegende Flöz 0 hat eine Mächtigkeit von 4,5–6,0 m, mit einer Mächtigkeit von 5,0 m im Durchschnitt. Es ist mit Ausnahme des westlichen Teils im Südfeld überall verbreitet. Unterhalb des Flözes 0 liegen tonige Schichten. Etwa 10 bis 15 m unterhalb des Flözes 0 liegt das Flöz I, das anders als das darüberliegende Flöz 0 im gesamten Abbaugebiet verbreitet ist. Seine Mächtigkeit liegt im Bereich zwischen 1,5 und 2,5 m, mit einer durchschnittlichen Mächtigkeit von 1,9 m. Es wird mit kleinerem Abbaugerät gewonnen. Unter dem Flöz I liegt im Abstand von etwa 3,0 bis 7,0 m das Flöz Ia, dessen Mächtigkeit von weniger als 1 m einen Abbau eigentlich unwirtschaftlich erscheinen lässt, aber an Stellen, an denen der Heizwert der Kohle hoch genug ist und die Flözmächtigkeit mindestens 0,5 m beträgt, wird es mit Kleingeräten mitabgebaut. Das tiefste abbauwürdige Flöz, das Flöz II, ist im gesamten Abbaubereich verbreitet, seine Mächtigkeit schwankt zwischen 3,0 und 6,0 m bei einer durchschnittlichen Mächtigkeit von 4,0 m.
Insgesamt beträgt die Mächtigkeit aller abbauwürdigen Kohleschichten im Schnitt etwa 10–12 m, die der sandigen Schichten zusammen bis zu 60 m. Entlang der Süd- beziehungsweise Südostachse neigen sich die Schichten mit einem Winkel von 0,5 bis 2,5 ° nach unten, Verwerfungen der Schichten gibt es nicht. Die Insgesamttiefe des Tagebaus beträgt zwischen 80 m im Norden und 130 m in der Mitte des Abbaugebietes. Im Abbaufeld Süd betrug der Vorrat an Braunkohle im Jahr 2011 noch 37.000.000 t, das Verhältnis von Abraum zu Kohle beträgt 7,7:1.

### Geologie des Ostfeldes III
Wie auch im Südfeld machen die Flöze 0, I und II den Großteil des Lagerstättenvorrates aus. Anders als im Südfeld gilt das Flöz -II als abbaubar, es macht etwa ein Viertel der in der Lagerstätte vorhandenen Kohle aus. Über den Kohleflözen liegt eine etwa 20 bis 50 m starke Schicht aus Sand und Tongestein, die den Hauptbestandteil des in der Lagerstätte vorkommenden Sandsteins enthält. Der Aufbau der Lagerstätte ist in den Bildern 1-3 und 1-4 erkennbar.
Flöz -II ist in eine Ober- und eine Unterbank aufgespalten, die sich im östlichen Teil des Abbaugebietes vereinigen, wo die Gesamtmächtigkeit etwas mehr als 9,0 m betragen kann. Im Bereich, in dem das Flöz -II aufgespalten ist, beträgt die Mächtigkeit im Durchschnitt 2,5–3,0 m in der Oberbank und 2,7 m in der Unterbank. Die Oberbank ist überwiegend im Südosten des Abbaufeldes verbreitet, während die Unterbank im gesamten Abbaufeld anzutreffen ist. Unter dem Flöz -II liegen Sand- und Tonschichten. Die unter dem Paket aus Flöz -II und -I liegenden Schichten, die es zum Flözkomplex 0/I/II abgrenzen, haben eine Mächtigkeit von 15 bis 40 m. Im unteren Teil dieser Zwischenschicht überwiegt der Sand, wobei Sandsteinschichten nicht erwartet werden. Das Flöz 0 ist stellenweise in zwei Teilflöze aufgespalten, zwischen denen nichtkohlehaltige Schichten liegen. Die Mächtigkeiten der einzelnen Schichten des Fözes 0 schwanken sehr stark, sodass die Teilflöze teilweise vereinigt sind, wobei aufgrund großen Probebohrungsabstandes nicht ausgeschlossen werden kann, dass sich die vereinigten Teilflöze wieder aufspalten. Das vereinigte Flöz 0 tritt vor allem im Süden und Osten des Ostfeldes III auf. Die Mächtigkeit der Flöz-0-Bänke beträgt etwa 1,0 bis 2,0 m, die des vereinigten Flözes etwa 3,0 bis 7,0 m. Unter dem Flöz 0 liegt eine etwa 10 m starke Tonschicht. Die Flözbank I ist ebenfalls in Ober- und Unterbank aufgespalten. Die Oberbank des Flözes I hat eine Mächtigkeit von etwa 1,0 und 3,0 m und gilt als abbauwürdig. Darunter liegt eine 0,5 bis 2,7 m starke nichtkohlehaltige Schicht, unter der die zwischen 1,0 und 1,85 m starke Unterbank liegt. Unter dem Flöz I liegt das Flöz Ia, dessen Mächtigkeit meist weniger als 1,0 m beträgt und damit nicht abbauwürdig ist. Stellenweise beträgt die Mächtigkeit 1,5 m und an der stärksten Stelle 2,8 m. Etwa 5 bis 15 m unter Flöz Ia liegt Flöz II, das auch in Ober- und Unterbank aufgespalten ist. Die Oberbank ist nur stellenweise verbreitet und bei weitem nicht so mächtig, wie die Unterbank, deren Mächtigkeit etwa 1,0 bis 4,5 m beträgt. Der Abstand zwischen Ober- und Unterbank des Flözes II beträgt 0,5 bis 9,7 m.
Der Flözkomplex Flöz 0/I/II hat inklusive der nichtkohleführenden Zwischenschichten eine Mächtigkeit von 15 bis 20 m im Südosten und 30 bis 40 m im Westen des Abbaufeldes. Entlang der Süd- beziehungsweise Südostachse neigen sich die Schichten mit einem Winkel von 1,5 bis 3,0 ° nach unten, Verwerfungen gibt es voraussichtlich nicht. Die Tiefe des Tagebaus wird etwa 100 bis 110 m am Nordrand und 130 bis 180 m am Südrand des östlichen Teils betragen. Im Süden des Ostfeldes III werden Teufen von 160 m im Westen bis zu 225 m im Osten erwartet.

## Eigenschaften der Kohle
|                | Nach Kosma (2011) | Nach Kosma (2011) | Nach Stoll, Niemann-Delius, Drebenstedt, Müllensiefen (2008) | Nach Dovrtel (2003)              |
|                | Ostfeld II        | Südfeld           | Gesamttagebau (ohne Ostfeld III)                             | Gesamttagebau (ohne Ostfeld III) |
| Wassergehalt   | 49,5 %            | 49,5 %            | 46–50 %                                                      | 50,4 %                           |
| Aschegehalt    | 20,0 %            | 16,0 %            | 13–17 %                                                      | 16–20 %                          |
| Schwefelgehalt | 1,6 %             | 1,6 %             | ~1,3 %                                                       | 0,8 %                            |
| Heizwert       | 6,2 MJ·kg−1       | 7,2 MJ·kg−1       | 6,9–7,2 MJ·kg−1                                              | 7,1–7,2 MJ·kg−1                  |
| Quelle         | [ 21 ]            | [ 21 ]            | [ 22 ]                                                       | [ 23 ]                           |

Die in Visonta abgebaute Braunkohle ist überwiegend holzige, erdig-holzige und erdig-tonige Weichbraunkohle von geringer Qualität. Ihr Heizwert beträgt nur rund 7 MJ·kg−1. Im Vergleich dazu ist die Braunkohle in Westungarn in der Lagerstätte Tatabánya mit einem Heizwert von rund 20 MJ·kg−1 deutlich hochwertiger.

## Abbautechnik
Im Südfeld wurde ab 2006 der Abbau im Schwenkbetrieb mit direkten Förderwegkombinationen im Uhrzeigersinn geführt. Die eingesetzten Großgeräte stammen überwiegend aus DDR-Produktion. Mit insgesamt fünf Schaufelradbaggern (siehe Bild 2-1 und 2-6), die jeweils zwischen 30.000 und 42.000 m3 Abraum am Tag abbagern können, werden die Kohleschichten freigebaggert. Über Bandwagen sind die Schaufelradbagger an das etwa 44 km lange Netz aus Förderbändern (siehe Bild 2-2) angeschlossen. Die Förderbänder haben eine Gurtbreite von 1600 mm, eine Geschwindigkeit von 5,5–5,8 m·s−1 und können etwa 50.000–60.000 m3 Abraum pro Tag befördern. Insgesamt werden sechs Absetzer (siehe Bild 2-3) eingesetzt, wobei der Schaufelradbagger, der den Abraum zwischen Flöz 0 und I abbagert, mit einem Absetzer zur Direktversturzabsetzerkombination SRsh zusammengeschlossen war. Diese Direktversturzabsetzerkombination ging 1972 im Ostfeld I in Betrieb, und wurde vom Kombinat TAKRAF speziell für den Tagebau Visonta entwickelt. Kernstück ist der Direktversturzabsetzer des Typs ARsh 5200.165. Diese Maschine hat eine Horizontrierung, sodass sie in Verhiebsrichtung Neigungen von 1:10 befahren kann. Ihr Ausleger hat eine Länge von 165 m.
Die über dem Flöz 0 liegenden unregelmäßigen Sandsteinschichten wurden von Fremdunternehmern mit Kleingerät (Eingefäßbagger und Lkw) im „Shovel-and-Truck-Betrieb“ (Schaufel-und-Lkw) gewonnen. Ferner bauen Fremdunternehmer in geringem Umfang mit derselben Technik auch Kohle außerhalb des Arbeitsbereiches der Großgeräte ab. Zum Großteil (90 %) wird die Kohle mit insgesamt drei Eimerkettenbaggern (siehe Bild 2-4) gefördert. Sie haben eine Förderleistung von jeweils 14.000 m3 pro Tag und sind mit jeweils eigener Strossenbandanlage ausgestattet. Der das Flöz I abbauende Eimerkettenbagger wird auch zur Freilegung des Flözes Ia eingesetzt; mit Kleingerät (Eingefäßbagger und Lkw) wird das Flöz Ia auf dem Flöz II deponiert und dort vom das Flöz II abbauenden Eimerkettenbagger mitaufgenommen.
Im Tagebau wird ein Dreischichtbetrieb eingesetzt und auch sonntags gearbeitet. 2009 arbeiteten 917 Personen im Tagebau. Jährlich werden 35.500.000 m3 Abraum mit Großgerät und 3.400.000 m3 Abraum mit Kleingerät bewegt und 3.600.000 t Kohle mit Eimerkettenbaggern sowie 500.000 t Kohle mit Eingefäßbaggern gewonnen.

## Nutzung der Braunkohle
Die Braunkohle wird im etwa 5 km nördlich des Südfeld gelegenen Mátrai Erőmű verfeuert (Bild 3-1). Dieses Kraftwerk ist ein kombiniertes Kohle-Gas-Biomasse-Kraftwerk mit einer installierten Leistung von 0,95 GW, es erzeugt 13 % des in Ungarn verbrauchten elektrischen Stromes. Damit ist es das größte Kohlekraftwerk Ungarns. Am 19. Juni 1969 ging es mit der Netzsynchronisation in den regulären Betrieb über. Geplant war es mit einer installierten Leistung von 0,8 GW, aufgeteilt auf zwei 100-MW- und drei 200-MW-Blöcke, die zwischen 1969 und 1972 errichtet und mit dem Stromnetz synchronisiert wurden. Zwischen 1986 und 1992 wurde das Kraftwerk umfassend erneuert, unter anderem wurden die 200-MW-Blöcke ausgetauscht. Von 1998 bis 2000 wurde eine Rauchgasentschwefelungsanlage für die 200-MW-Blöcke eingebaut und ihre Leistung um 10 % beziehungsweise 16 % gesteigert. Für die 100-MW-Blöcke wurde die Rauchgasentschwefelungsanlage 2003 fertiggestellt. Bis 2007 wurde das Kraftwerk mit zwei 33-MW-Gasturbinen ausgerüstet, die mit Erdgas befeuert werden. Etwa 10 % des im Kraftwerk verfeuerten Festbrennstoffes ist Biomasse (Stand 2019). Zwischen 2015 und 2017 wurden die 200-MW-Blöcke zum zweiten Mal erneuert und ihre Leistung gesteigert, die Gasturbinenerneuerung folgte 2019. Bis 2020 soll primär Kohle im Kraftwerk verfeuert werden, später soll der Anteil an Biomasse, Gas und anderen Sekundärbrennstoffen schrittweise erhöht werden. Der Betrieb des Kraftwerkes ist bis mindestens 2030 geplant. Die aus den Abgasen gewonnenen Rohstoffe werden zu Gipskarton und Zement weiterverarbeitet.
Wirtschaftlich ist das Kraftwerk für die Region bedeutend, im Geschäftsjahr 2008 wurde ein Umsatz von 86,9 Mrd. Ft (etwa 362 Mio. €) erzielt. Ferner gibt es rund um das Kraftwerk einen großen Industriepark, in dem 2008 insgesamt 1871 Personen beschäftigt waren, er erwirtschaftete mit 37,7 Mrd. Ft (etwa 157 Mio. €) einen ebenfalls bedeutenden Teil der Wirtschaftsleistung des Komitats Heves.

## Auswirkungen des Tagebaus auf das Grundwasser
Durch Abpumpen des Trinkwassers im Tagebau Visonta wird der Grundwasserspiegel in den Gemeinden Visonta, Halmajugra, Detk, Karácsond, Nagyfüged, Nagyút, Tarnazsadány, Tarnabod, Kompolt, Kápolna, Tófalu und Aldebrí bis 2027 weiter gesenkt. Für die entstehenden Bergschäden an Gebäuden werden vom Tagebaubetreiber Entschädigungszahlungen geleistet.